# Хованский, Иван Никитич
Князь Ива́н Ники́тич Хова́нский (ум. 1675) — русский стольник, воевода и боярин во времена правления Михаила Фёдоровича и Алексея Михайловича.
Из княжеского рода Хованских, Гедеминович. Сын князя Никиты Андреевича Хованского, племянник князя Д. М. Пожарского, двоюродный брат И. А. Хованского-Тараруя.

## Биография
Юношей участвовал в Русско-польской войне (1609-1618) во время прихода королевича Владислава, в декабре 1617 г. попал в плен под Калугой, освобождён. В числе стольников упоминался в 1625 году. В сентябре этого же года участвовал при бракосочетании царя Михаила Фёдоровича с княжной Марией Владимировной Долгоруковой, был четвёртым в свадебном поезде, а в Вербное воскресенье обслуживал большой государев стол. В феврале 1626 года на второе бракосочетание  царя с Евдокией Лукьяновной Стрешневой был девятым в свадебном поезде. В этом же году ездил перед Государем, вместо окольничего, для установки станов в походе на богомолье в Троице-Сергиев монастырь.  В марте 1628 года, на именины царевны Евдокии Лукьяновны "наряжал вина" за государевым столом, а 02 мая на крестины царевны Пелагеи Михайловны и 05 мая на  именины царевны Ирины Михайловны за государевым столом делал то же самое. В 1628—1629 первый воевода Большого полка в Туле. В 1630 году от царя и патриарха Филарета послан со столом к турецкому послу, то же самое в 1634 году. В 1634 году был полковым воеводой в Боровске, откуда вместе с князем Черкасским ходил в Калугу против казаков. В 1635—1637 годах он начальствовал над Большим полком в Туле, откуда ходил в сход с другими воеводами под Рязань. В 1637 году из-за болезни отпущен в Москву, но при передаче дел новому воеводе И.Я. Вельяминову, произошёл скандал — служилые люди не хотели отпускать Хованского и подчиняться Вельяминову, угрожая ему убийством. На объявленный смотр явилось только два жильца и князь Хованский боясь в таких условиях уезжать, был вынужден задержаться. Окружные воевода, так же отказались подчиняться Вельяминову и правительство было вынуждено прислать нового первого воеводу — князя Ф.А. Телятевского.
С начала 1640-х годов он в Москве, перед «государевыми очами» и в марте послан первым воеводою в Одоев, для охранения от прихода крымцев и нагайцев. В 1642-1643 годах воевода на Двине. В январе 1644 года был третьим для подания питья Государю во время приёма в Грановитой палате датского королевича Вольдемара. В январе 1645 года ездил со столом к польским послам, а в мае к персидским послам. В июле послан в Вязьму и Можайск для принятия присяги в верности новому Государю Алексею Михайловичу. Как и многие другие из знати, он пытался повлиять на ход событий в женитьбе датского королевича Вальдемара с дочерью царя Михаила Федоровича Ириной, что по мнению историков, обернулось опалой и ссылкой. 22 августа 1645 года он был сослан в Сибирь, откуда вернулся в 1649 году; 1 апреля, на именины царицы Марии Милославской, его пожаловали в бояре.
В 1650 году воевода Иван Никитич Хованский усмирил мирными переговорами поднявших бунт новгородцев и псковичей. В середине марта 1650 года новгородцы, недовольные ростом цен на хлеб, подняли восстание, отстранили от власти воеводу окольничего князя Фёдора Хилкова и разграбили дворы богатых горожан. Царь Алексей Михайлович отправил на подавление новгородского восстания правительственные силы под командованием князя Ивана Никитича Хованского. В апреле И. Н. Хованский с войском, не входя в Новгород, расположился под Хутынским монастырем, откуда вступил в переговоры с лидерами мятежников. 13 апреля 1650 года с войском без сопротивления вступил в Новгород и подавил бунт. Царь был недоволен медлительностью князя Ивана Хованского, но за него вступился митрополит новгородский Никон, который заявил, что это он посоветовал князю проводить розыск медленно и осторожно, чтобы не ожесточить новгородцев.
Из Новгорода воевода князь Иван Никитич Хованский выступил на Псков, где в конце марта — начале апреля местные горожане также подняли восстание. Псковичи отказались впустить в город царские войска и даже обстреляли их из артиллерии. Более трех месяцев воевода Иван Хованский осаждал Псков, отражая многочисленные вылазки повстанцев. Царское правительство вынуждено было пойти на уступки восставшим псковичам. В Москве был организован Земский собор, который обещал некоторые уступки восставшим. В августе 1650 года в Пскове было восстановлено воеводское управление. Руководители восстания были схвачены, подвергнуты пыткам и сосланы. Воевода князь Иван Никитич Хованский получил в награду от царя «шубу бархатную золотную, кубок и придачу к окладу». С 1651 года первый судья в приказе Большого прихода.
В 1652 году сопровождал будущего патриарха Никона в Соловки за мощами митрополита Филиппа. В 1654 году участвовал в литовском походе, был первым при приступе Смоленска у пролома в стене и в августе был оставлен воеводой в Смоленске. В марте 1655 года четвёртый в царском походе против поляков. В декабре 1656 года оставлен первым охранять Москву на время царского богомолья в Савин монастырь.  В апреле 1656 года отправлен первым воеводою в Казань.
Умер в 1675 году.

## Семья
Дети: 
- Иван Иванович (ум. 1701) — боярин, известен, как противник реформ Петра I, был замешан в деле Талицкого, называвшего Петра I антихристом, и умер до окончания дела, под караулом, в 1701 году.
- Пётр Иванович Змей (ум. 1716) — воевода и боярин.

## Критика
П. В. Долгоруков в своей Российской родословной книге указывает год смерти — 1675 год.
Ю. М. Эскин, российский историк-архивист показывает год смерти  — 1656 год.